# Discestra italica
Discestra italica är en fjärilsart som beskrevs av Emilio Berio 1942. Discestra italica ingår i släktet Discestra och familjen nattflyn. Inga underarter finns listade i Catalogue of Life.